# Ralytupa subminor
Ralytupa subminor är en tvåvingeart som beskrevs av Loïc Matile 1975. Ralytupa subminor ingår i släktet Ralytupa och familjen platthornsmyggor.
Artens utbredningsområde är Nigeria. Inga underarter finns listade i Catalogue of Life.